# District de Xinshi (Baoding)
Pour les articles homonymes, voir Xinshi.
Le district de Xinshi (新市区 ; pinyin : Xīnshì Qū) est une subdivision administrative de la province du Hebei en Chine. Il est placé sous la juridiction de la ville-préfecture de Baoding.